# Gymnadenia densiflora
Gymnadenia densiflora är en orkidéart som först beskrevs av Göran Wahlenberg och som fick sitt nu gällande namn av Albert Gottfried Dietrich.
Gymnadenia densiflora ingår i släktet brudsporrar och familjen orkidéer. Inga underarter finns listade i Catalogue of Life.